# Viking-veld
Het Viking-veld is een aardgasveld in de Noordzee op het Britse continentaal vlak. Viking B werd in december 1965 ontdekt door Conoco met een proefboring in put 49/17-1. Dit was kort nadat British Petroleum met West Sole het eerste gasveld van de Noordzee had ontdekt.
In februari werd met put 49/12-1 Viking A ontdekt, in juni gevolgd door Viking E met put 49/17-4. Viking C werd in januari 1971 ontdekt met put 49/16-3 en Viking D volgde in februari 1973 met put 49/17-9.
De ontwikkeling begon met platforms Viking A en Viking B en een pijpleiding naar de Theddlethorpe Gas Terminal bij Mablethorpe. Dit Viking Transportation System werd in 1971 gelegd door de Hugh W. Gordon en de L.B. Meaders. Aan boord van de L.B. Meaders werd voor het eerst in het offshore-pijpenleggen gebruik gemaakt van semi-automatisch lassen, wat een hogere snelheid en constantere kwaliteit betekende.